# Schleuse Forchheim
Die Schleuse Forchheim wurde in der Zeit von Oktober 1961 bis Oktober 1964 im Rahmen des Baues der Bundeswasserstraße Main-Donau-Kanal errichtet. Sie ist als Flussschleuse ausgeführt. Westlich hiervon ist in der Regnitz ein Wehr mit einem Wasserkraftwerk.

## Schleuse
Die Kammer der Einzelschleuse liegt bei Kanal-Kilometer 25,89, hat bei einer Kammerlänge von 200 m eine nutzbare Länge von 190 m und eine Nutzbreite von 12 m.
Das Oberwasser hat eine Höhe von 254,5 m ü. NN, die des Schleusen-Unterwassers liegt bei 249,21 m ü. NN. Die Schleusungs-Fallhöhe beträgt 5,29 Meter. Das Schleusenkammervolumen und der Wasserverbrauch pro Schleusung ist 12.800 m³

## Steuerung
Die Schleuse hat einen eigenen Kommandostand, wird aber seit 2007 aus der Leitzentrale der WSV in Neuses an der Regnitz fernbedient. Von dort aus werden auch die Schleusen Hausen, Strullendorf und Bamberg ferngesteuert. Langfristig soll die Steuerung der nördlichen zwölf Schleusen des Main-Donau-Kanals aus der Leitzentrale Nürnberg erfolgen.
Die Schleuse ist, außer bei Betriebsstörungen wie beispielsweise Unfällen, Wartungsarbeiten oder Eisgang, ganzjährig rund um die Uhr betriebsbereit und nachts beleuchtet. Im Ober- und Unterwasser bestehen jeweils Schleusenvorhäfen für die Berufsschifffahrt, Warteplätze mit Sprechstellen für die Freizeitschifffahrt und Slipanlagen für Kleinfahrzeuge. Kleinfahrzeuge werden nur tagsüber und meist zusammen mit der Großschifffahrt abgefertigt. Muskelkraftgetriebene Wasserfahrzeuge werden nicht geschleust; für diese steht an den Slipstellen ein bepfandeter Transportwagen zum händischen Umsetzen bereit.

## Betriebsstörungen
- Am 2. Oktober 2014 blieb ein Gütermotorschiff an der Schleuse Forchheim außerplanmäßig in der Fahrrinne liegen. Die Überprüfung ergab als Ursache, dass der Schiffsführer nach einer Trunkenheitsfahrt eingeschlafen war.[9]
- Am 30. Dezember 2015 blieb ein voll besetztes Kreuzfahrtschiff nahe der Schleuse an einer Straßenbrücke hängen, wodurch das nicht abgesenkte Steuerhaus abgerissen wurde.[10]
- Am 21. Februar 2016  kollidierten zwei Gütermotorschiffe zwischen den Schleusen Forchheim und Strullendorf. Beide Schiffe wurden  hierbei beschädigt, blieben aber schwimmfähig.[11]